# Juramento de MBA
El Juramento del MBA es un compromiso voluntario promovido por estudiantes de la Maestría en Administración y Dirección de Empresas o MBA de la Universidad de Harvard con el propósito de que el ejercicio de su profesión sea hecho "de manera responsable y ética." A partir de enero de 2010, la iniciativa es impulsada por una coalición de estudiantes de MBA, graduados y asesores, incluyendo cerca de 2.000 estudiantes y exalumnos firmantes de más de 500 programas de MBA de todo el mundo.  
La iniciativa pretende lograr tres objetivos: 
1. influir sobre las vidas individuales de los estudiantes que adoptan el juramento,
2. estimular a los demás compañeros de clase para trabajar hacia un mayor nivel profesional, ya sea que firmen el juramento o no, y
3. crear un debate público en la prensa sobre la profesionalización y mejora de la gestión.

El Juramento de MBA afirma como propósito servir al bien común, con una visión de largo plazo para  cuidar del bienestar de los individuos dentro y fuera de la propia empresa, hoy y en el futuro, a través de una responsabilidad colegiada y transparente.
Este juramento se realiza en el marco de una acción libre, hecha sobre el honor.